# Eduardo Zielski
Dom Eduardo Zielski (Brodnica, 12 de fevereiro de 1947) é um bispo católico polonês radicado no Brasil. É bispo emérito da Diocese de São Raimundo Nonato.

## Biografia
Nasceu em Brodnica, Polônia, em 12 de fevereiro de 1947, onde cursou os estudos de 1º e 2º graus. Formou-se em filosofia e teologia no Seminário Maior de Pelplin, na Polônia.

## Ordenações

### Padre
Foi ordenado padre no dia 21 de maio de 1972 em sua cidade natal. No mesmo ano, colaborou na paróquia de Santa Cruz, em Osie, na Polônia, e dois anos depois foi para a paróquia de Nossa Senhora do Rosário em Gdynia, Demptowo na Polônia.

### Bispo
Foi nomeado bispo da Diocese de Campo Maior no dia 2 de fevereiro de 2000 e ordenado no dia 7 de maio do mesmo ano..
No dia 19 de julho de 2023, o Papa Francisco aceitou sua renúncia à Diocese de São Raimundo Nonato